# 1969-es Formula–1 spanyol nagydíj
Az 1969-es Formula–1 világbajnokság második futama a spanyol nagydíj volt.

## Futam
Jochen Rindt szerezte meg a pole pozíciót Amon és Graham Hill előtt, Stewart csak a negyedik helyről indult. A kilencedik körben Graham Hill autójának magas hátsó vezetőszárnya eltörött, a kocsi kicsúszott az útról és a szalagkorlátnak csapódott. Rindt aki vezetett a versenyben, a huszadik körben ugyanabban a kanyarban, ugyanolyan szárnytörési hiba miatt esett ki, őt kórházba kellett szállítani súlyos sebesülése miatt. A szabályokat a két baleset miatt módosították, megtiltották a magasított széles szárnyak használatát. A versenyben sokáig Chris Amon vezetett, az 56. körben motorhiba miatt állt ki, ezután Jackie Stewart simán nyerte a versenyt, két kör előnnyel a második McLaren előtt.
| Helyezés | #  | Versenyző            | Csapat/Motor | Futott körök | Idő/Kiesés oka | Rajthely | Pontszám |
| -------- | -- | -------------------- | ------------ | ------------ | -------------- | -------- | -------- |
| 1        | 7  | Jackie Stewart       | Matra-Ford   | 90           | 2:16:54,0      | 4        | 9        |
| 2        | 6  | Bruce McLaren        | McLaren-Ford | 88           | + 2 kör        | 13       | 6        |
| 3        | 8  | Jean-Pierre Beltoise | Matra-Ford   | 87           | + 3 kör        | 12       | 4        |
| 4        | 5  | Denny Hulme          | McLaren-Ford | 87           | + 3 kör        | 8        | 3        |
| 5        | 14 | John Surtees         | BRM          | 84           | + 6 kör        | 9        | 2        |
| 6        | 4  | Jacky Ickx           | Brabham-Ford | 83           | + 7 kör        | 7        | 1        |
| Kiesett  | 9  | Pedro Rodríguez      | BRM          | 73           | Motorhiba      | 14       |          |
| Kiesett  | 15 | Chris Amon           | Ferrari      | 56           | Motorhiba      | 2        |          |
| Kiesett  | 3  | Jack Brabham         | Brabham-Ford | 51           | Motorhiba      | 5        |          |
| Kiesett  | 10 | Jo Siffert           | Lotus-Ford   | 30           | Olajszivárgás  | 6        |          |
| Kiesett  | 2  | Jochen Rindt         | Lotus-Ford   | 19           | Baleset        | 1        |          |
| Kiesett  | 11 | Piers Courage        | Brabham-Ford | 18           | Motorhiba      | 11       |          |
| Kiesett  | 2  | Graham Hill          | Lotus-Ford   | 8            | Baleset        | 3        |          |
| Kiesett  | 12 | Jackie Oliver        | BRM          | 1            | Olajcső        | 10       |          |

### Statisztikák
Vezető helyen:
- Jochen Rindt: 19 (1-19)
- Chris Amon: 37 (20-56)
- Jackie Stewart: 34 (67-90)

Jackie Stewart 7. győzelme, Jochen Rindt 3. pole pozíciója, 1. leggyorsabb köre.
- Matra 5. győzelme.